# نیکولا کامپینوتی
نیکولا کامپینوتی (انگلیسی: Nicola Campinoti؛ زادهٔ ۲۰ مهٔ ۱۹۹۲) بازیکن فوتبال اهل ایتالیا است.
از باشگاه‌هایی که در آن بازی کرده‌است می‌توان به باشگاه فوتبال ارورا پرو پاتریا ۱۹۱۹ و باشگاه فوتبال روبور سیه‌نا اشاره کرد.